# Acalymma albidovittatum
Acalymma albidovittatum es un coleóptero de la familia Chrysomelidae. 
Fue descrita por primera vez en 1889 por Baly.